# Aérodrome de Katima Mulilo-Mpacha
L'aérodrome Katima Mulilo (code IATA : MPA • code OACI : FYKM, anciennement FYMP), aussi connu comme Mpacha Aéroport, dessert Katima Mulilo, la capitale de la région du Zambezi en Namibie. L'aéroport est sur la route B8, à environ 18 km au sud-ouest de Katima Mulilo.

## Situation
| Katima Mulilo Lüderitz Ondangwa Oranjemund Rundu Walvis Bay Windhoek-Eros Windhoek-H. Kutako |

## Compagnies aériennes et destinations
| Compagnies | Destinations  |
| ---------- | ------------- |
| FlyNamibia | Windhoek-Eros |

Actualisé le 23/11/2023

## Statistiques
Pour des raisons techniques, il est temporairement impossible d'afficher le graphique qui aurait dû être présenté ici.

Voir la requête brute et les sources sur Wikidata.